# Marcelo Birmajer
Marcelo Birmajer (Buenos Aires, 29 de novembre de 1966) és un escriptor i guionista argentí. Les seves obres abasten diferents gèneres com el conte, la novel·la, l'assaig, el guió, entre d'altres. Per les seves obres ha rebut premis, esments i beques, i alguns dels seus llibres es van traduir a l'italià, holandès, alemany i portuguès. També va col·laborar en diferents mitjans gràfics, tant nacionals com estrangers. La seva obra més coneguda és "El alma al diablo".

## Biografia
Marcelo Birmajer prové d'una família d'origen jueu. Als 19 anys va començar a exercir-se com a redactor d'historietes de la revista Fierro. Ha escrit les novel·les Un crimen secundario (1991), Derrotado por un muerto (1993), El alma al dios de los hebreos (1990), Fábulas salvajes (1996), El abogado del marciano (1998), No tan distinto (2021) y Tres mosqueteros (2011) y los libros de cuentos La Salchicha más alta (1991), Ser humano y otras desgracias (1997), Historias de hombres casados (1999), Nuevas historias de hombres casados (2016), Últimas historias de hombres casados (2017), Hechizo de amor (2002).
Ha estat guardonat amb el premi Konex 2004 com un dels cinc millors escriptors de la dècada 1994-2003 en el camp de la literatura juvenil. Novament en 2011 va rebre el Premi Konex al costat de Daniel Burman com un dels cinc millors guionistes de cinema de la dècada 2001-2010.
És coautor del guió cinematogràfic El abrazo partido (Daniel Burman, 2001), pel que va rebre el premi al millor guió a la X Mostra de Cinema Llatinoamericà de Lleida.
Ha publicat amb freqüència en els diaris espanyols ABC, El País i El Mundo. Escriu setmanalment a la revista Ya, del diari El Mercurio (de Santiago de Xile), com també ho fa pel diari Clarín (de Buenos Aires,Argentina).
En 2019 va ser víctima d'una agressió en la via pública.

## Obres

### Teatre
- El amor en la isla desierta, Comedia, guion: Marcelo Birmajer. Producción Claudia Mazer,2013.

### Assaig
- Historieta, la imaginación al cuadrado,, Buenos Aires, Ediciones Dialéctica, 1988.

### Novel·la
- Un crimen secundario, novel·la, amb il·lustracions de Rafael Segura, Buenos Aires, Ediciones Colihue, 1992.
- Derrotado por un muerto, novel·la, amb il·lustracions de Patricia Breccia, Buenos Aires, Ediciones Colihue, 1993.
- El alma al diablo, novel·la, Bogotá, Grupo Editorial Norma, 1995.
- Un veneno saludable, novel·la, amb il·lustracions de Augusto Costanzo, Buenos Aires, Ediciones Colihue, 1995.
- El abogado del marciano, novel·la, Bogotá, Grupo Editorial Norma, 1997.
- El fuego más alto, novel·la, Bogotá, Grupo Editorial Norma, 1997.
- La segunda cabeza. Noticias extrañas I, novel·la. Bogotá, Grupo Editorial Norma, 1999.
- La máquina que nunca se apagaba. Noticias extrañas II, novel·la, Bogotá, Grupo Editorial Norma, 1999.
- Jugar a matar. Noticias extrañas III, novel·la, Bogotá, Grupo Editorial Norma, 1999.
- Tres mosqueteros, novel·la, Madrid, Editorial Debate, 2001.
- Nuevas historias de hombres casados, contes, Buenos Aires - Madrid, Editorial Alfaguara, 2002.
- El siglo XX, novel·la, México D.F., Editorial Fondo de Cultura Económica, 2004.
- Tres hombres elegantes, novel·la, Buenos Aires, Emecé, 2006.
- Historia de una mujer, novel·la, Buenos Aires, Editorial Seix Barral, 2007.
- La isla sin tesoro, novel·la, amb il·lustracions de Alberto Pez, Buenos Aires, Editorial Alfaguara Juvenil, 2008.
- Juicio al Ratón Pérez, novel·la, amb il·lustracions de Alberto Pez, Buenos Aires, Editorial Alfaguara Juvenil, 2009.
- La isla sin tesoro, novel·las y contes, amb il·lustracions de Chavetta Lepipe, Buenos Aires, Editorial Alfaguara Juvenil, 2010.
- El club de las necrológicas, novel·la, Buenos Aires, Editorial Sudamericana, 2012
- El túnel de los pájaros muertos Loqueleo, 2013.
- Las nieves del tiempo, 2014.
- El rescate del mesías, 2018.

### Conte, faula, historieta, humor
- Noches blancas, historieta, guió, amb il·lustracions de Huadi, Buenos Aires, Editorial libros del Quirquincho, 1993.
- faulas salvajes, faula, amb il·lustracions de María Gabriela Forcadell, Buenos Aires, Editorial Sudamericana, 1996.
- Ser humano y otras desgracias, contes humorístics, Buenos Aires, Ediciones de La Flor, 1997
- Antología del cuento fantástico, selecció, pròleg i un conte, Buenos Aires, Editorial Troquel, 1998.
- Mitos y recuerdos, contes, amb il·lustracions de Augusto Costanzo, Buenos Aires, Editorial El Ateneo, 1999.
- Historias de hombres casados, contes, Buenos Aires - Madrid, Editorial Alfaguara, 1999.
- Piedras volanto sobre el agua, contes, Buenos Aires, Editorial Alfaguara, 2000.
- No es la mariposa negra, contes, Buenos Aires, Editorial Sudamericana Joven, 2000.
- Garfios, contes, amb il·lustracions de Huadi, Buenos Aires, Editorial Sudamericana, 2001.
- Hechizos de amor, contes, amb il·lustracions de Mariano Lucano, Buenos Aires, Ediciones Santillana, 2001.
- Me gustaba más cuando era hijo. Confesiones de un padre, Buenos Aires, Editorial Sudamericana, 2003.
- Una vida más. Noticias extrañas IV, Bogotá, Grupo Editorial Norma, 2003 (Zona Libre). - ISBN 958-04-7081-2 [contes].
- La muerte de Matusalén y otros contes de Isaac Bashevis Singer, traducció anglès-espanyol de Marcelo Birmajer, Norma Grupo Editorial, 2003.[7][8]
- Los caballeros de la rama, contes, amb il·lustracions de Pablo Bernasconi, Buenos Aires, Editorial Alfaguara, 2003.
- Últimas historias de hombres casados, contes, Editorial Seix Barral, 2004.
- El compañero desconocido (diez recuerdos inventados), contes, amb il·lustracions de María alcobre, Buenos Aires, Editorial Alfaguara Juvenil, 2005.
- faulas salvajes, faulas, amb il·lustracions de Alberto Pez, Buenos Aires, Editorial Alfaguara Juvenil, 2006.
- Mitos y recuerdos, contes, mite, amb il·lustracions de Alberto Pez, Buenos Aires, Editorial Alfaguara Juvenil, 2007.
- Hechizos de amor, contes, amb il·lustracions de Mariano Lucano, Buenos Aires, Editorial Alfaguara Juvenil, 2010.
- Las otras islas (Antología), contes, Buenos Aires, Editorial Alfaguara, 2012
- Un poco invisible, 2011.
- Se me hace cuento, 2014.
- La piedra negra

### Literatura erótica
- Con vos lo quiero hacer, literatura eròtica, Barcelona, Tusquets Ediciones, 2003. Col·lecció de relats centrats en el sexe anal.

### Cinema, TV, ràdio
- TV-ZOO, guionista de 40 capítols, 1992.[9]
- Un día con Ángela, cortometraje, guion: Marcelo Birmajer y Julia Solomonoff, 1993.[10]
- El otro lado, investigador periodístic,1994.[11]
- Cuatro vientos y el saxo mágico, llibre teatral, (sense data).[11]
- sin dato, dues columnes setmanale, columnista, radio Jay, 1999-2000.
- sin dato, programa diari, columnista, radio Jay, 1999-2000.
- Sol de noche, documental, texts, 2002.[12]
- Un cuento de navidad, telefilm, basada en el conte homònim escrit per Marcelo Birmajer, 2003.[13]
- No matarás, documental, guió i actuació: Marcelo Birmajer, 2004.
- El abrazo partido, comèdia, guió: Daniel Burman i Marcelo Birmajer, 2004.[14]
- La vereda de la sombra, documental, entrevistat: Marcelo Birmajer, 2005.[15]
- City Hunters, Animació, guió: Marcelo Birmajer, Esther Feldman, Pedro Saborido, Esteban Seimandi, 2006.
- Cincuenta, inèdita, guió: Marcelo Birmajer.[16]

## Premis
- Primer Premi del Certamen Metropolità d'Espectacles Infantils, organitzat per la Municipalitat de la Ciutat de Buenos Aires per Cuatro vientos y el saxo mágico.
- Esment especial en el Premi Nacional de la Secretaria de Cultura de la Nació a la producció 1994-1997 per Fábulas salvajes.
- Os de Plata en la Berlinale (Berlín, Alemanya) per El abrazo partido, 2004.[17]
- Premi Konex al Mèrit en la disciplina Literatura Juvenil, 2004.[18]
- Finalista Premi Norma-Fundalectura 1996 per El abogado del marciano.
- Menció Premi al Millor Llibre de Literatura Juvenil atorgat per Fundació El libro y Destacados de ALIJA 2002 por No es la mariposa negra.
- Premi Konex Diploma al Mèrit conjuntament amb Daniel Burman en la disciplina Guió de Cinema, 2011.[18]